# 楊纂 (仇池)
楊纂（?—?），字德，略阳清水氐人，為仇池（今中國甘肅南一帶）首領之一。
他是楊世兒子，370年，杨世去世，杨世弟杨统自立为仇池公。《魏書》稱他聚众殺楊統自立為仇池公。楊纂背叛前秦向东晋称藩。东晋任命他为平羌校尉、秦州刺史、仇池公。371年，前秦發兵七萬攻仇池，楊纂以五萬人抵抗，在鹫峡大敗。楊纂向前秦投降，被迫遷往長安。不久为杨安所杀。前秦徙仇池百姓于关中，仇池国灭亡，淝水之战后才复国。
| 前任： 楊世或楊統 | 仇池首領 370年—371年 | 繼任： 楊定 |

## 延伸阅读
[在维基数据编辑]
 《周書·卷36》，出自令狐德棻《周書》
 《北史/卷067》，出自李延壽《北史》
 《舊唐書/卷77》，出自刘昫《舊唐書》